# 羧肽酶A3
羧肽酶A3（也称为肥大细胞羧肽酶A，MC-CPA）是人类基因 CPA3 编码的蛋白质，属于一种羧肽酶（Carboxypeptidase）。